# Giunti Editore

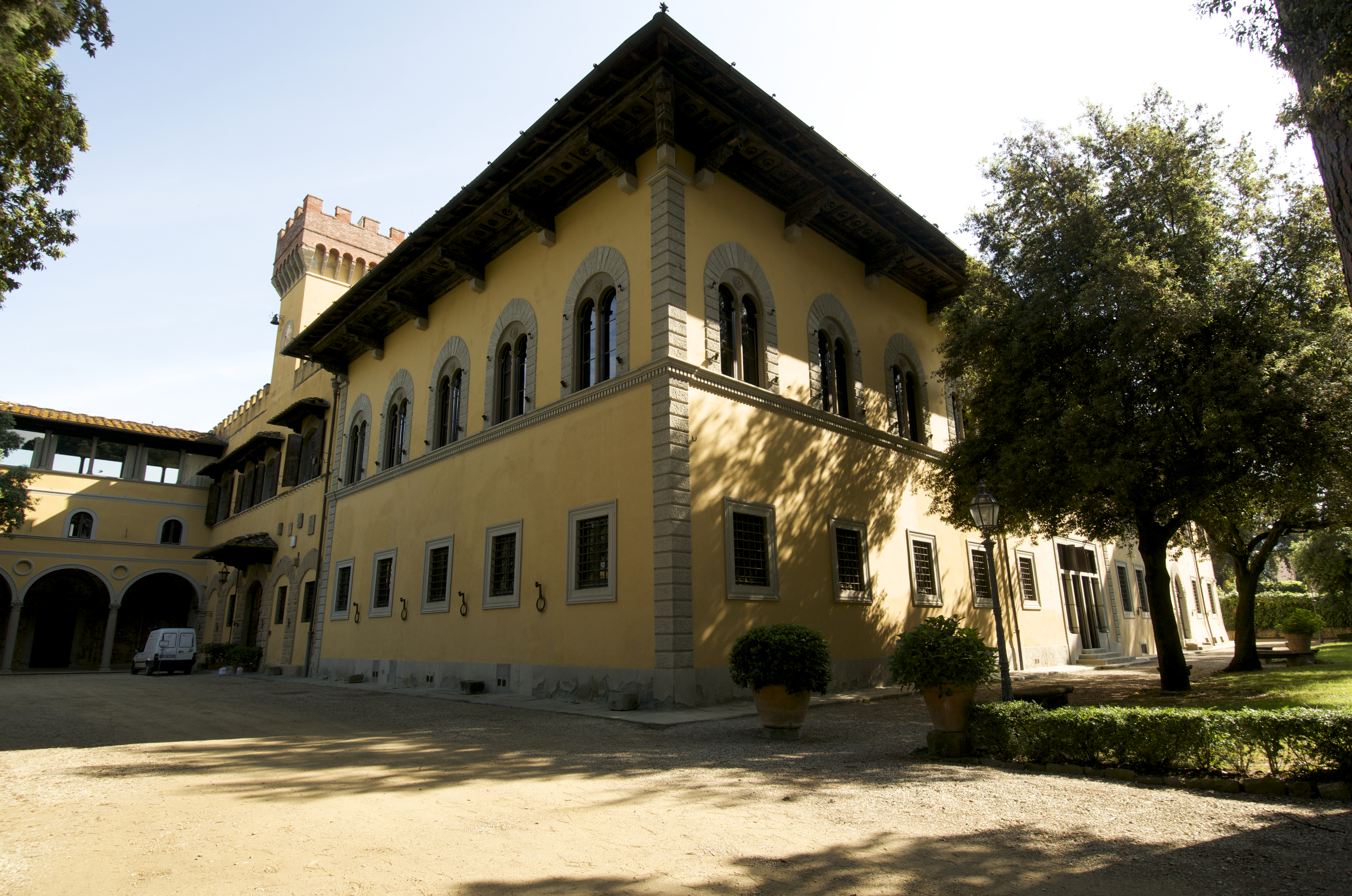
Sede della Giunti a Firenze

La Giunti Editore è una casa editrice italiana fondata a Firenze nel 1956. La società ha sede nella Villa La Loggia, in via Bolognese e uffici affiliati a Milano. Giunti S.p.A. è un gruppo comprendente vari marchi; nel suo insieme si colloca al secondo posto tra i gruppi editoriali italiani per fatturato.

## Storia e cronologia delle denominazioni
Negli anni trenta del XX secolo Renato Giunti inizia a collaborare con la casa editrice fiorentina R. Bemporad & figlio, in rappresentanza di uno dei soci. Successivamente diventa direttore generale.
Nel secondo dopoguerra Renato Giunti rileva l'azienda, alla quale dà il nome di «Bemporad Marzocco». Nel 1956 diventa proprietario e amministratore delegato.
Nel 1960 acquisisce la casa editrice fiorentina Barbèra, che aveva iniziato la sua attività nel 1855. Nel 1965 tutte le case editrici acquisite vengono riunite nel Consorzio editoriale Giunti. Nel 1975 Sergio Giunti, figlio di Renato, succede al padre alla guida del Consorzio.
Fino alla metà degli anni ottanta la Giunti editava poche riviste, tra le quali: «La Vita Scolastica» (nata nel 1947) e «Psicologia contemporanea», apparsa nel 1974. Nel 1986 Sergio Giunti avvia un importante progetto editoriale nel settore periodici lanciando sul mercato sei nuove testate culturali mensili: «Art e Dossier», «Storia e Dossier», «Medicina e Dossier», «Musica e Dossier», «Scienza e dossier», a cui si aggiunge successivamente «Archeologia Viva», tutte con la formula innovativa della rivista con al centro un dossier monografico.
Nel 1990 nasce il Gruppo Editoriale Giunti, nel quale confluiscono le case editrici e i vari marchi editoriali acquisiti. Nel nuovo decennio il gruppo fa il suo ingresso nel settore multimediale: viene creata «Giunti Multimedia». Nel 2002 tutte le attività multimediali di Giunti Multimedia e Giunti Ricerca vengono fuse in «Giunti Labs».
Nel 2003 Giunti Gruppo Editoriale S.p.A. cambia ragione sociale in Giunti Editore S.p.A.
Nel 2014 la casa editrice raggiunge un accordo con Disney Italia. Giunti diventa l’editore di alcuni prodotti editoriali, cartacei e digitali, con il marchio Disney Libri e dei prodotti editoriali cartacei a marchio Marvel e Lucasfilm.
Nell'autunno del 2016, la casa editrice Bompiani, venduta dalla Mondadori per 16,5 milioni di euro, entra a far parte del gruppo, sotto la guida della direttrice editoriale Beatrice Masini.
Attualmente il gruppo editoriale è costituito di un insieme di circa 20 aziende che operano in tutti i campi del settore librario, incluso il mercato degli e-book.
- Marzocco, dal 17 ottobre 1938 al 1959;
- Bemporad-Marzocco, dal 25 giugno 1959 al 1974;
- Giunti-Marzocco S.p.A., dal 20 dicembre 1974 al 1990;
- Gruppo Editoriale Giunti S.p.A., dal 1990 al 2003;
- Giunti Editore S.p.A., dal 2003 ad oggi[4].

## Le librerie Giunti al Punto
Al gruppo Giunti fa capo anche la catena di punti vendita a insegna "Giunti al Punto", che con 269 esercizi (nel 2024) costituisce la prima catena italiana di librerie per numero di punti vendita. Si tratta in genere di punti vendita di medie dimensioni.

## Principali società del gruppo
- Giunti Editore SpA;
- Giunti al Punto SpA;
- Giunti Scuola Srl;
- Giunti Edu Srl;
- Gaia Edizioni Srl;
- Giunti Odeon Srl;
- Editoriale Scienza Srl (dal gennaio 2009)][7];
- Disney Libri (dal 2014)[8];
- Bompiani (dal 2016)[9];
- Horizons Unlimited H.U. Srl (Biblioteche digitali)

## Società in partecipazione
- Dami Editore Srl; 75%
- Edizioni del Borgo Srl 51%
- Pon Pon Edizioni Srl 55%
- Fatatrac Srl 50% (dal 2007)
- Giorgio Nada Editore Srl 50%
- Edizioni del Borgo Srl 51% (dal 2008)
- IF Edizioni Srl 50%
- Slow Food Editore Srl 20% (dal 2009)
- Lito Terrazzi Srl 40% (stampa e legatoria)
- Treccani e Giunti TVP Editori Srl 28,5%